# Hoplismenus cornix
Hoplismenus cornix là một loài tò vò trong họ Ichneumonidae.